# Singles Club
Singles Club – EP z bonusowymi piosenkami zespołu Paramore, wydane pod koniec 2011 roku w ramach Single Club Boxset. Były to piosenki „Monster”, „Renegade”, „Hello Cold World” i „In The Mourning”
Singles Club było dostępne przede wszystkim w wersji MP3, sprzedawane w różnych zestawach z koszulką Bars i boxsetem zawierającym 4 7-calowe płyty gramofonowe i książeczkę z listem od zespołu. Każda płyta ma oddzielne opakowanie, na którego odwrocie znajduje się tekst piosenki. Każdy z elementów zestawu można było kupić oddzielnie, jedynie boxset zawsze był dostępny w komplecie z piosenkami w wersji MP3. 

## Lista utworów i daty premier
- „Monster” – 7 czerwca (w ramach soundtracku do filmu Transformers 3)
- „Renegade” – 11 października
- „Hello Cold World” – 7 listopada
- „In The Mourning” – 5 grudnia

## Zestawy
- Singles Club Digital Songs + Shirt + 7" Box Set
- Singles Club Digital Songs + 7" Box Set
- Singles Club Digital Songs + Shirt
- Singles Club Digital Songs Only